# Zielony Dąb (powiat krotoszyński)
Zielony Dąb – osada w Polsce położony w województwie wielkopolskim, w powiecie krotoszyńskim, w gminie Zduny.
W okresie Wielkiego Księstwa Poznańskiego (1815-1848) miejscowość należała do wsi mniejszych w ówczesnym pruskim powiecie Krotoszyn w rejencji poznańskiej. Polana leśna Zielony Dąb należała do okręgu kobylińskiego tego powiatu i stanowiła część majątku Kuklinów, którego właścicielem był wówczas Józef Chełkowski. Według spisu urzędowego z 1837 roku polana liczyła trzech mieszkańców, którzy zamieszkiwali jeden dym (domostwo).
W latach 1975–1998 miejscowość administracyjnie należała do województwa kaliskiego.